# Asalto al World Trade Center de Kempton Park
El asalto al World Trade Center de Kempton Park tuvo lugar en Sudáfrica el 25 de junio de 1993, cuando cerca de tres mil miembros del Afrikaner Volksfront (AVF), Afrikaner Weerstandsbeweging (AWB) y otras organizaciones afrikáner de derecha menores que irrumpiueron en el World Trade Center en Kempton Park,  cerca de Johannesburgo. 
Al momento del ataque, el World Trade Center fue el lugar de celebración de negociaciones multipartidistas para poner fin al sistema del apartheid mediante las primeras elecciones multirraciales del país. Estas negociaciones encontraron una fuerte oposición por parte de grupos blancos de derecha en Sudáfrica. La invasión se produjo después de otros enfrentamientos entre la policía y la derecha, como la batalla de Ventersdorp, y de mucha retórica beligerante por parte de líderes de derecha como Eugène Terre'Blanche de la AWB. 

## Asalto a las negociaciones
El 25 de junio estaba prevista una protesta encabezada por la AVF frente al lugar de negociación. A las 8 de la mañana empezaron a llegar manifestantes y comenzaron a acosar a los delegados a las negociaciones.
El ambiente había comenzado como festivo, con los partidarios de AWB trayendo a sus familias, así como equipos para hacer barbacoas y otras provisiones, asociaciones que uno normalmente haría con una sentada o protesta pacífica. Sin embargo, el estado de ánimo cambió para peor cuando los miembros del ala de guardaespaldas personal de Terre'Blanche, la Ystergarde (Guardia de Hierro), comenzaron a sacudir los autos; muchos estaban armados, eran miembros paramilitares de diversas organizaciones de derecha y portaban armas de fuego y otras armas.
Se utilizó un vehículo blindado 'Viper' para atravesar las ventanas de cristal del WTC, permitiendo a los seguidores, portando armas de fuego y coreando "AWB", invadir las instalaciones. La policía intentó formar un cordón para impedir la invasión, pero fue ineficaz. Un capitán de policía que intentó evitar que el vehículo se abriera paso fue agredido y sufrió una hemorragia interna. Una vez dentro, los derechistas quedaron efectivamente en control del edificio, mientras que los delegados de la negociación multipartidista se refugiaron en las salas de reuniones. Los manifestantes pintaron consignas en las paredes, orinaron sobre los muebles y acosaron a los delegados. Los daños se estimaron en más de 700.000 Rand.
Los manifestantes también celebraron una reunión de oración en la principal cámara de negociaciones. Antes de partir, se mantuvieron negociaciones con la policía en las que se acordó que ningún miembro sería detenido ese día. La salida fue tranquila en comparación con la entrada.
El general Constand Viljoen, un líder conservador afrikáner que participaba en las negociaciones, negó más tarde que la invasión fuera planeada por el Afrikaner Volksfront como parte de su protesta, y criticó a los miembros del AWB que habían "salido de mano".

## Comisión de Goldstone
La Comisión Goldstone, encabezada por el juez Richard Goldstone, recibió el encargo de investigar la protesta. La comisión concluyó que la Policía sudafricana que protegía las negociaciones había sido completamente ineficaz, que los manifestantes habían violado la ley y las condiciones acordadas para su protesta, y acogió con satisfacción el arresto y la acusación de 60 personas. Consideró que los miembros de la AWB habían actuado como hooligans y recomendó que en el futuro no se confiara en las garantías de la AWB sobre la conducta de sus miembros. También hizo recomendaciones para restringir aún más el porte público de armas, uniformes paramilitares y cubrirse la cara durante las manifestaciones.